# Jorge Pedro Carrión Pavlich
Jorge Pedro Carrión Pavlich (Junin, 25. svibnja 1950.) je biskup biskupije Puno u Peruu, podrijetlom Hrvat.

## Životopis
Rodio se u Juninu, 25. svibnja 1950., u obitelji hrvatskog podrijetla. 15. kolovoza 1976. godine se zaredio za svećenika. Za biskupa biskupije Puno (nadbiskupija Arequipa).je imenovan 25. ožujka 2000. godine, a zaređen je 7. svibnja iste godine.